# Traitement de choc (film, 1960)
Pour les articles homonymes, voir Traitement de choc.
Pour plus de détails, voir Fiche technique et Distribution.
Traitement de choc (The Full Treatment) est un thriller britannique réalisé par Val Guest, sorti en 1960.

## Synopsis
Rescapé d'un accident automobile, un champion de course voyage jusqu'à la Côte d'Azur pour se reposer. Son comportement devient inquiétant car une irrépressible envie d'étrangler sa femme lui vient.

## Fiche technique
- Réalisateur : Val Guest
- Producteurs : Val Guest et Victor Lyndon
- Scénariste : Val Guest et Ronald ScottThorn
- Musique : Stanley Black
- Photographie : Gilbert Taylor
- Montage : Bill Lenny
- Création des décors : Anthony Masters
- Création des costumes : Beatrice Dawson
- Effets spéciaux : Vic Margutti
- Studio : Hammer films Productions
- Nationalité :  Royaume-Uni
- Sortie en octobre 1960
- Durée : 120 minutes

## Distribution
- Claude Dauphin : David Prade
- Diane Cilento : Denise Colby
- Ronald Lewis : Alan Colby
- Françoise Rosay : Madame Prade
- Bernard Braden : Harry Stonehouse
- Katya Douglas : Connie
- Barbara Chilcott : la baronne de La Vailion
- Anne Tirard : Nicole
- Edwin Styles : Docteur Roberts
- George Merritt : Monsieur Manfield